# 小叶弓果藤
小叶弓果藤（学名：Toxocarpus villosus var. thorelii）为夹竹桃科弓果藤属毛弓果藤的变种。分布在老挝、越南、柬埔寨以及中国大陆的云南、广西等地，生长于海拔1,500米的地区，常生长在密林中，目前尚未由人工引种栽培。